# Filmfestival van San Sebastián 2017
Het 65ste Filmfestival van San Sebastián is een internationaal filmfestival dat plaats vond  in San Sebastián, Spanje van 22 tot en met 30 september 2017. De film Submergence, geregisseerd door Wim Wenders, werd geselecteerd als openingsfilm. 

## Jury
De internationale jury:
| Naam                            | Beroep                              | Land                       |
| ------------------------------- | ----------------------------------- | -------------------------- |
| John Malkovich (juryvoorzitter) | Acteur, filmproducent en -regisseur | Verenigde Staten           |
| Dolores Fonzi                   | Actrice                             | Argentinië                 |
| Jorge Guerricaechevarría        | Scenarioschrijver                   | Spanje                     |
| William Oldroyd                 | Regisseur en producent              | Verenigd Koninkrijk        |
| Emma Suárez                     | Actrice                             | Spanje                     |
| André Szankowski                | Cameraman                           | Brazilië                   |
| Paula Vaccaro                   | Filmproducent en scenarioschrijver  | Verenigd Koninkrijk Italië |

## Officiële selectie

### Binnen de competitie
De volgende films werden geselecteerd voor de internationale competitie. De gearceerde film betreft de winnaar van de Gouden Schelp.
| Film                            | Regisseur                      | Land |
| ------------------------------- | ------------------------------ | --- |
| Alanis                          | Anahí Berneri                  | Vlag van Argentinië |
| Beyond Words                    | Urszula Antoniak               | Vlag van Nederland · Vlag van Polen                                                                                      |
| Der Hauptmann                   | Robert Schwentke               | Vlag van Duitsland · Vlag van Frankrijk · Vlag van Polen                                                                 |
| El autor                        | Manuel Martín Cuenca           | Vlag van Spanje · Vlag van Mexico                                                                                        |
| Handia                          | Aitor Arregi, Jon Garaño       | Vlag van Spanje |
| La douleur                      | Emmanuel Finkiel               | Vlag van Frankrijk · Vlag van België · Vlag van Zwitserland                                                              |
| Le lion est mort ce soir        | Nobuhiro Suwa                  | Vlag van Frankrijk · Vlag van Japan                                                                                      |
| Le sens de la fête              | Olivier Nakache, Éric Toledano | Vlag van België · Vlag van Canada · Vlag van Frankrijk                                                                   |
| Life and Nothing More           | Antonio Méndez Esparza         | Vlag van Spanje · Vlag van Verenigde Staten                                                                              |
| Love Me Not                     | Alexandros Avranas             | Vlag van Griekenland · Vlag van Frankrijk                                                                                |
| Mademoiselle Paradis            | Barbara Albert                 | Vlag van Duitsland · Vlag van Frankrijk                                                                                  |
| Ni juge, ni soumise             | Yves Hinant, Jean Libon        | Vlag van België · Vlag van Frankrijk                                                                                     |
| Pororoca                        | Constantin Popescu             | Vlag van Roemenië · Vlag van Frankrijk                                                                                   |
| Soldatii. Poveste din Ferentari | Ivana Mladenovic               | Vlag van Roemenië · Vlag van Servië · Vlag van België                                                                    |
| Sollers Point                   | Matthew Porterfield            | Vlag van Verenigde Staten · Vlag van Frankrijk                                                                           |
| Submergence                     | Wim Wenders                    | Vlag van Duitsland · Vlag van Frankrijk · Vlag van Spanje · Vlag van Verenigde Staten                                    |
| The Disaster Artist             | James Franco                   | Vlag van Verenigde Staten                                                                                                |
| Una especie de familia          | Diego Lerman                   | Vlag van Argentinië · Vlag van Brazilië · Vlag van Frankrijk · Vlag van Polen · Vlag van Duitsland · Vlag van Denemarken |

### Buiten de competitie
| Film                                                   | Regisseur                                   | Land                                                                       |
| ------------------------------------------------------ | ------------------------------------------- | -------------------------------------------------------------------------- |
| Au revoir là-haut                                      | Albert Dupontel                             | Vlag van Frankrijk · Vlag van Canada                                       |
| La peste                                               | Alberto Rodríguez Librero                   | Vlag van Spanje                                                            |
| Marrowbone                                             | Sergio G. Sánchez                           | Vlag van Spanje                                                            |
| Morir                                                  | Fernando Franco                             | Vlag van Spanje                                                            |
| The Wife                                               | Björn Runge                                 | Vlag van Verenigd Koninkrijk · Vlag van Zweden · Vlag van Verenigde Staten |
| Uchiage hanabi, shita kara miru ka? Yoko kara miru ka? | Akiyuki Shinbo, Nobuyuki Takeuchi           | Vlag van Japan                                                             |
| Wonders of the Sea 3D                                  | Jean-Michel Cousteau, Jean-Jacques Mantello | Vlag van Verenigd Koninkrijk · Vlag van Frankrijk                          |

## Prijzen
Binnen de competitie:
- Gouden Schelp voor beste film: The Disaster Artist van James Franco
- Speciale Juryprijs: Handia van Aitor Arregi, Jon Garaño
- Zilveren Schelp voor beste regisseur: Anahí Berneri voor Alanis
- Zilveren Schelp voor beste acteur: Bogdan Dumitrache voor Pororoca
- Zilveren Schelp voor beste actrice: Sofía Gala Castiglione voor Alanis
- Juryprijs voor beste camerawerk: Florian Ballhaus voor Der Hauptmann
- Juryprijs voor beste scenario: Diego Lerman, María Meira voor Una especie de familia

Overige prijzen (selectie)
- Beste nieuwe regisseur: Marine Francen voor Le semeur
- Premio Sebastiane: 120 battements par minute